# Phorusrhacinae
De Phorusrhacinae zijn een onderfamilie van de familie van de uitgestorven schrikvogels (Phorusrhacidae). De soorten in deze onderfamilie zijn over het algemeen grotere, maar relatief slanke, schrikvogels. Onder andere Kelenken, de grootste nu bekende schrikvogel, behoort tot deze onderfamilie.

## Geschiedenis
Van de Phorusrhacinae werd voor het eerst materiaal (MLP-118, het holotype van Phorusrhacos) gevonden in 1887 door Ameghino. Deze benoemde in 1889 ook de familie, gespeld als 'Phororhacosidae' maar geldig als Phorusrhacidae. In 1932 was Kraglievich de eerste die een onderfamilie creëerde in de familie. Hij benoemde de Tolmodinae als onderfamilie van de Phorusrhacidae, waarmee automatisch ook de onderfamilie Phorusrhacinae ontstond.

## Kenmerken
De onderfamilie wordt gekenmerkt door een grote bouw, hoewel ze smaller en lichter gebouwd zijn dan de ook erg grote Brontornithinae. De tarsometatarsus (de versmolten voetwortel- en middenvoetsbeentjes bij vogels) is altijd langer dan 60% van de tibiotarsus. Tevens is hij relatief lang en smal. De symphysis mandibulae is, in vergelijking met andere schrikvogels, langer, smaller en niet zo hoog en altijd meer dan twee keer zo lang als de onderkaak breed is.
De Phorusrhacinae waren redelijk snel. Van een exemplaar met een geschatte massa van 350 kg werd in 2005 de maximale loopsnelheid berekend op 50 km/h. Dit kon men doen doordat de verhouding tussen en de grootte van de tibiotarsus en de tarsometatarsus bij vogels deze snelheid bepalen. De auteurs van dit onderzoek merkten echter op dat de berekende snelheid dezelfde is als werd berekend voor de maar 45 kg wegende Patagornis. Aangezien de regel normaliter is dat de loopsnelheid afneemt naarmate het lichaamsgewicht groter is, trekt dit het verkregen resultaat in twijfel. Het blijft echter mogelijk dat de resultaten toch juist zijn en dat de Phorusrhacinae simpelweg relatief grotere beenspieren hadden.

## Geslachten
In de onderfamilie worden tot nu toe de volgende vier geslachten geplaatst:
- Phorusrhacos Ameghino, 1887
- Devincenzia Kraglievich, 1932
- Titanis Brodkorb, 1963
- Kelenken Bertelli et al., 2007